# Підмерзлотні води
Підмерзлотні води — підземні води, які розташовані під мерзлою товщею порід в областях поширення вічномерзлих порід (багаторічної мерзлоти). Підмерзлотні води є, як правило, напірними водами.